# Laophonte commensalis
Laophonte commensalis är en kräftdjursart som beskrevs av Raibaut 1961. Laophonte commensalis ingår i släktet Laophonte och familjen Laophontidae. Inga underarter finns listade i Catalogue of Life.